# Отеррив
Отерри́в (фр. Auterrive) — коммуна во Франции, находится в регионе Аквитания. Департамент — Атлантические Пиренеи. Входит в состав кантона Ортез и Тер-де-Гав и дю Сель. Округ коммуны — По.
Код INSEE коммуны — 64082.

## География
Коммуна расположена приблизительно в 660 км к югу от Парижа, в 160 км южнее Бордо, в 55 км к западу от По.
На востоке коммуны протекает река Гав-д’Олорон.

### Климат
Климат тёплый океанический. Зима мягкая, средняя температура января — от +5°С до +13°С, температуры ниже −10 °C бывают редко. Снег выпадает около 15 дней в году с ноября по апрель. Максимальная температура летом порядка 20-30 °C, выше 35 °C бывает очень редко. Количество осадков высокое, порядка 1100 мм в год. Характерна безветренная погода, сильные ветры очень редки.

## Население
Население коммуны на 2010 год составляло 123 человека.
| 1962 | 1968 | 1975 | 1982 | 1990 | 1999 | 2010 |
| ---- | ---- | ---- | ---- | ---- | ---- | ---- |
| 195  | 195  | 163  | 151  | 146  | 137  | 123  |

## Администрация
| Период | Период | Фамилия                  | Партия | Примечания |
| ------ | ------ | ------------------------ | ------ | ---------- |
| 1995   | 2014   | Жозетта де Комья-Байенкс |        |            |
| 2014   | 2020   | Филипп Лабаш             |        |            |

## Экономика
В 2010 году среди 79 человек трудоспособного возраста (15-64 лет) 59 были экономически активными, 20 — неактивными (показатель активности — 74,7 %, в 1999 году было 59,4 %). Из 59 активных жителей работали 53 человека (32 мужчины и 21 женщина), безработных было 6 (3 мужчин и 3 женщины). Среди 20 неактивных 3 человека были учениками или студентами, 12 — пенсионерами, 5 были неактивными по другим причинам.